# Amazilia handleyi
Amazilia handleyi é uma espécie de ave da família Trochilidae (beija-flores).
Apenas pode ser encontrada no Panamá.
Os seus habitats naturais são: matagal húmido tropical ou subtropical.
Está ameaçada por perda de habitat.